# Ferrocarril Central Argentino

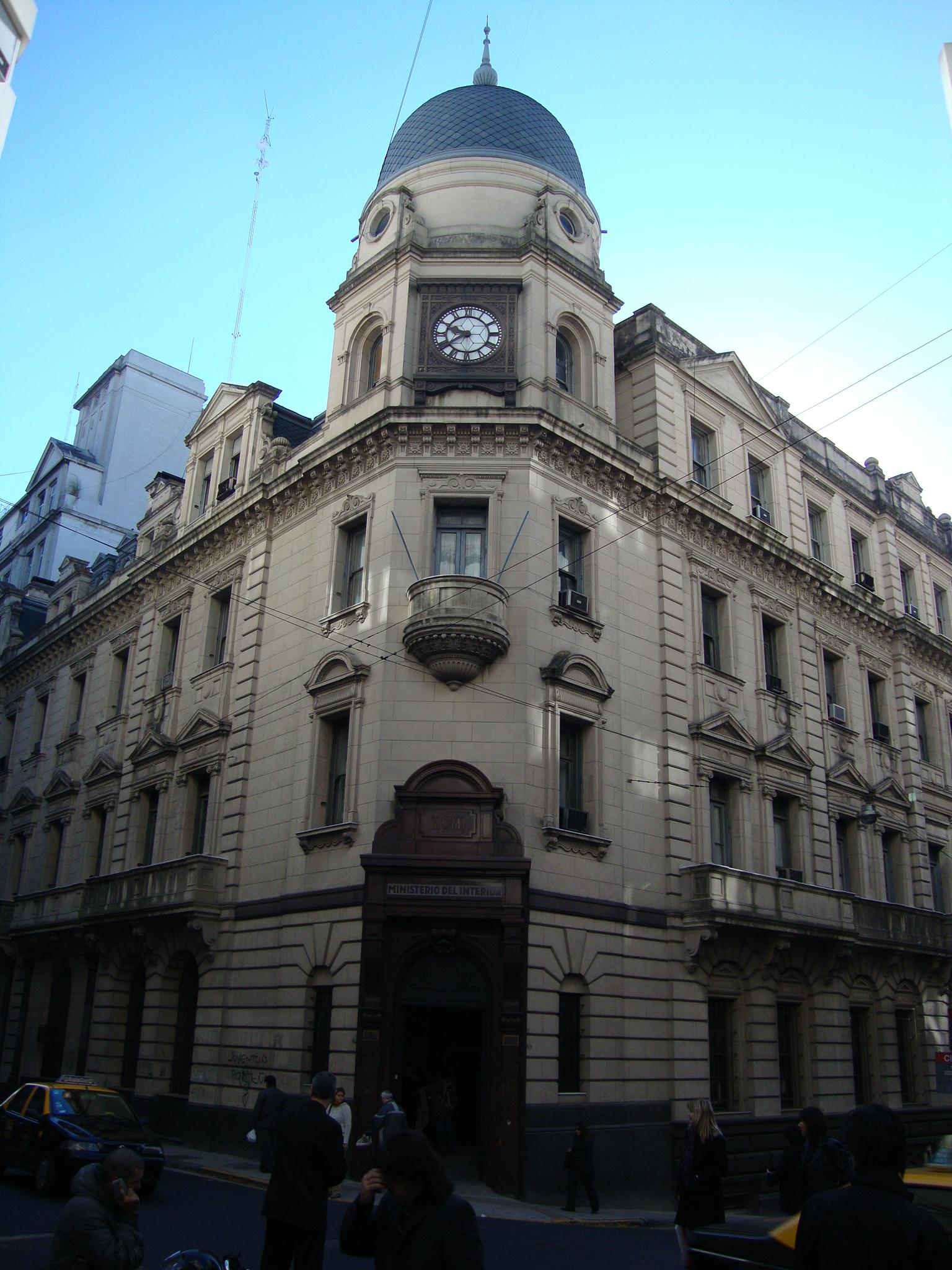
Dirección del Ferrocarril Central Argentino en Buenos Aires.

Ferrocarril Central Argentino (FCCA) fue una empresa de capitales teóricamente británicos que operó en las provincias argentinas de Santa Fe y Córdoba durante la segunda mitad del siglo XIX y la primera mitad del siglo XX. Su nombre en inglés era «Central Argentine Railway» (CA).
 Actualmente, la traza de sus vías forman parte de la red del Ferrocarril General Bartolomé Mitre.

## Orígenes

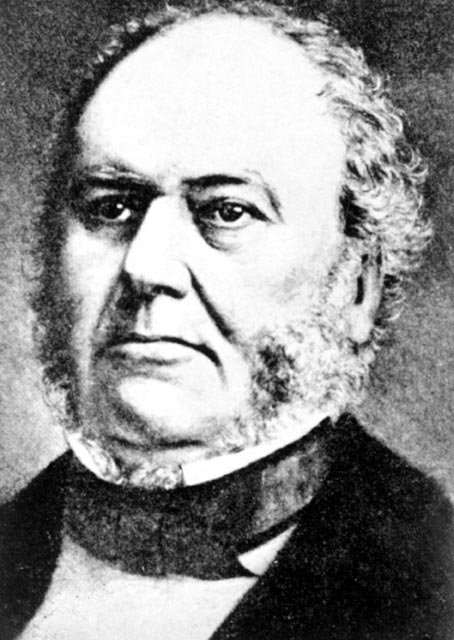
William Wheelwright, dueño de la empresa británica constructura del ferrocarril.

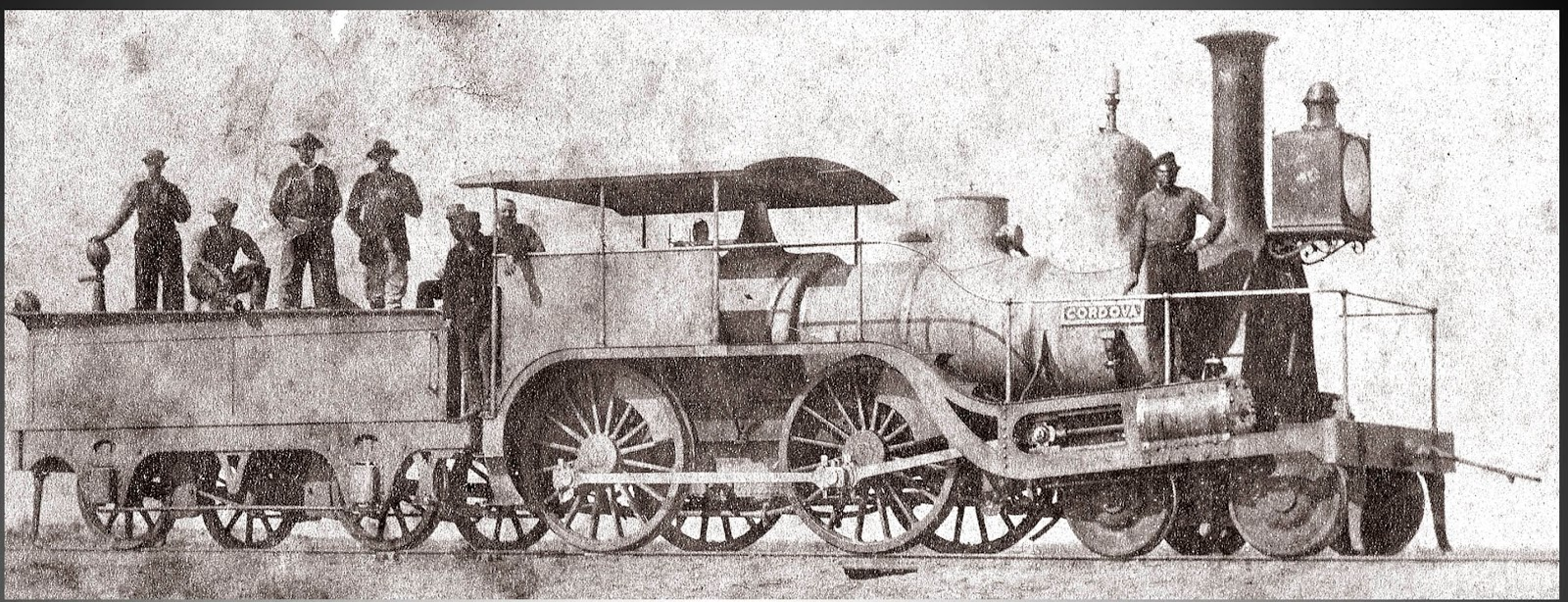
Locomotora "Cordova" N.º 1 del FCCA, vista en un viaje de prueba hasta el puente sobre el río Carcarañá, en octubre de 1865. La misma, pasó por la Estación Cañada de Gómez el 1º de julio de 1866.

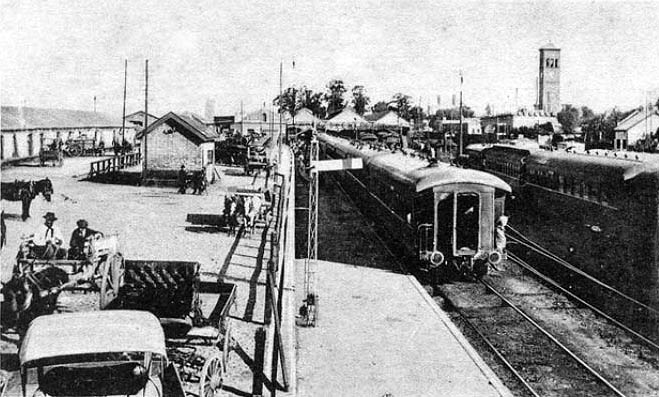
Estación Rosario Central hacia 1910.

En 1863, el gobierno de Argentina le otorgó -a través de la ley 33- a la compañía, manejada por el ingeniero William Wheelwright, una concesión para construir y explotar una línea de ferrocarril entre las ciudades de Rosario y
Córdoba (una gran ciudad cerca del centro geográfico del país y capital de la provincia del mismo nombre). El permiso incluía una cláusula por la que las tierras adyacentes cedidas por el Estado Nacional debían ser pobladas.
Sin embargo, la historia había comenzado unos años atrás:
El 5 de septiembre de 1854 el ingeniero estadounidense Allan Campbell propuso al entonces presidente de la Confederación Argentina, el capitán general Justo José de Urquiza, realizar el estudio completo del trazado de una línea ferroviaria entre las ciudades de Rosario y Córdoba.
El 3 de noviembre de 1855 se presenta en Rosario el “Informe sobre un ferrocarril entre Córdoba y el río Paraná por el Ingeniero Allan Campbell”, redactado originalmente en inglés, y traducido por el sargento mayor José Antonio Segundo Álvarez de Condarco.
Allan Campbell era una autoridad de reputación internacional en el ámbito de los sistemas ferroviarios. En 1850 actuaba como ingeniero principal en la línea entre Nueva York y Harlem, cuando el también estadounidense William Wheelwright lo contrató para estudiar la línea entre Copiapó y Caldera, en Chile.
Campbell calculó en su informe el costo de construcción de la línea de Rosario a Córdoba, cálculo que se resume en el siguiente cuadro:
| Ítem | Descripción                                        | Importe   |
| ---- | -------------------------------------------------- | --------- |
| 1    | Desmontes, excavaciones, terraplenes, zanjas       | 656.000   |
| 2    | Puentes y albañales                                | 153.000   |
| 3    | Huella o vía permanente                            | 2.673.000 |
| 4    | Maquinarias y material rodante                     | 350.000   |
| 5    | Estaciones, inclusive aguadas                      | 280.000   |
| 6    | Administración, Dirección, Comisiones e Ingenieros | 300.000   |
| 7    | Muelle en Rosario                                  | 40.000    |
| 8    | Terrenos                                           | 0         |
| 9    | Gastos de operarios, habitaciones, fletes          | 70.000    |
| 10   | Reserva de 10% para posibles imprevistos           | 452.200   |
|      | TOTAL PRESUPUESTO                                  | 4.974.200 |

La distancia calculada es de 247 millas o 78 leguas argentinas (396 kilómetros). Los valores están expresados en Pesos Fuertes. (5 Pesos Fuertes equivalen a una Libra Esterlina).
Del cálculo realizado resulta un coste de 20.138 Pesos Fuertes por milla o, lo que es equivalente, unas 4.000 Libras por milla construida. 
Mientras tanto, por un decreto del 2 de abril de 1855, la Confederación, presidida por Urquiza, autoriza a José Buschental a contratar la construcción del ferrocarril que Campbell está comenzando a estudiar. José Buschental no es un desconocido para el presidente Urquiza, ya que fue amigo personal y asesor económico en su etapa como Gobernador de la Provincia de Entre Ríos.
El decreto del 2 de abril concede “los terrenos necesarios para el camino, muelles, estaciones y apeaderos, entregados a la empresa libres de todo gravamen y a perpetuidad”. 
En octubre de 1857, un nuevo decreto de la Confederación prorroga por 8 meses la autorización que se había concedido a Buschental para constituir la Sociedad que debería construir el ferrocarril, pero, sorprendentemente, la autorización se extiende también a William Wheelwright, debido presumiblemente a las presiones ejercidas por la diplomacia inglesa.
El 26 de septiembre de 1861 una nueva ley (Ley 286) de la Confederación, prorroga por última vez la autorización para la construcción del ferrocarril de Rosario a Córdoba. Pero sigue sin concretarse el inicio de su construcción.
Un breve apunte histórico: 
En ese momento la Provincia de Buenos Aires no formaba parte de la Confederación Argentina. La diplomacia inglesa prefería negociar con Buenos Aires, donde el puerto les ofrecía mayores posibilidades de negocio. Está en fase de constitución la nueva organización de la República, y la constitución del nuevo Congreso de los Diputados. 
El 5 de septiembre de 1862, en el recientemente constituido Congreso Nacional, se vota la ley que permite finalmente celebrar el contrato de construcción del ferrocarril. Sorprendentemente, la valoración es ahora de 30.000 pesos fuertes (unas 6.000 Libras) por milla. Casi el doble de la valoración inicial de Campbell. Pero Wheelwright se ha apropiado en 1857 de los documentos originales de Campbell, documentos de los que no se han conservado más copias. 
La ley del 5 de septiembre garantiza a la empresa un interés del 7% sobre el costo estimado para la construcción, pero no ofrece las tierras que ofrecía el decreto de la antigua Confederación. [cita requerida]Los comerciantes y propietarios del área de influencia de la línea, en vista de los enormes beneficios, garantizados, que se podrían obtener, se organizan, y Aarón Castellanos presenta, en nombre de dichos propietarios, la solicitud de autorización para la construcción de la línea.
La ley del 5 de septiembre exigía al contratista un depósito en caución de 1.700.000 pesos fuertes. La petición de Aarón Castellanos se denegó por no poder hacer frente a dicha cantidad. La empresa de William Wheelwright tampoco dispondrá de esa cantidad pero, sin embargo, el gobierno le concederá igualmente la autorización, y le exonerará de dicho importe, aportando él mismo los fondos públicos equivalentes. 
El 12 de octubre de 1862 se nombra al general Bartolomé Mitre Presidente de la República, y al Dr. Guillermo Rawson Ministro del Interior.
El 14 de enero de 1863 William Wheelwright llega a Buenos Aires y se inicia la historia del Ferrocarril Central Argentino. El mismo día de su llegada se entrevista con el ministro del Interior, Dr. Rawson, y le manifiesta su indignación porque la ley del 5 de septiembre no concede a los constructores las tierras marginales de la línea ferroviaria, tal como ofrecía la antigua ley de la Confederación. [cita requerida]
El 16 de marzo de 1863, después de ceder a todas las pretensiones de Wheelwright, se firma el contrato entre este y el ministro Rawson, contrato que es aprobado en mayo de 1863 por el Congreso Nacional. [cita requerida]
En resumen, el contrato se aparta drásticamente de todas las leyes previas en que se sustentaba la construcción de la línea Rosario Córdoba, y todas las variaciones van en detrimento de las finanzas públicas, y en beneficio del contratista, Wheelwright:
•	Se concede una legua de terreno a cada lado de la línea y en toda su extensión, libre de todo gasto y gravamen.
•	Se fija un capital garantizado de 6.400 libras por milla.
•	Se fijan como gastos de explotación el 45% de los ingresos computados.
•	Se exime al contratista de la garantía o caución a que estaba obligado por ley.
•	Se fija un límite del 15% de beneficio neto, antes de que el Gobierno pueda intervenir en las tarifas.
•	La empresa queda liberada de toda carga fiscal.
La empresa, por otra parte, se constituye, ilegalmente, en Londres, y escapa a todo control y fiscalización por parte de las autoridades argentinas. Las tierras concedidas ilegalmente eran en parte fiscales, pero en parte estaban en manos de propietarios. Los propietarios se resistieron de forma férrea a perder sus propiedades. Las expropiaciones corrieron a cargo de las arcas públicas. Las 346.727 hectáreas regaladas a la empresa del Central Argentino costaron aproximadamente 500.000 pesos fuertes que fueron aportados parcialmente por el Gobierno Central y parcialmente por los Gobiernos provinciales. Los juicios se extendieron hasta el año 1881. 
El negocio de las tierras era tal, que se creó una empresa específicamente para su gestión, la “Compañía de Tierras del Central Argentino”, cuidando escrupulosamente que los beneficios de las tierras no fueran a engrosar las cuentas del ferrocarril. [cita requerida]Esta compañía también se constituye en Londres, es asimismo liberada de toda carga fiscal, y escapa a toda posibilidad de control por parte de las autoridades argentinas. 
Las tierras nunca se poblaron tal como se había acordado, pero su revalorización fue tal que cualquier ciudadano al que se le hubieran[cita requerida] regalado 346.727 hectáreas de la zona más fértil del país, libres de toda carga y gravamen, y atravesada por una línea férrea, hoy sería sin duda una de las personas más ricas del país.[cita requerida]

## La construcción
La línea se comienza a construir el 25 de abril de 1863, iniciándose el tendido a partir de la ciudad de Rosario. La línea de trocha ancha (1,676 m) avanzó hacia el oeste, alcanzando el 1 de mayo de 1866 la población de Cañada de Gómez, abriéndose al servicio el primer tramo, de 71 km.
El 1 de septiembre de 1867 la línea llega hasta Villa Nueva (contiguo a Villa María), a 253 km de su inicio. Y en ese punto se paralizaron las obras. 
El ministro Guillermo Rawson presentó su protesta por la paralización de los trabajos. Además, las quejas de los usuarios por la deficiente calidad del servicio prestado no dejaron de aumentar. La estación central de Rosario ni siquiera se había comenzado a construir. Las estaciones intermedias no existían. El telégrafo no se había instalado. La compañía argumentó que: «si no se hace entrega de las tierras pendientes no pueden continuar los trabajos». La realidad fue que requirieron nuevos aportes financieros que, nuevamente, saldrián de las arcas públicas.
Por ley del 12 de septiembre de 1867, el Gobierno nacional autorizó la realización de un nuevo aporte de 1.500.000 pesos fuertes, que se sumaron a las cantidades previamente aportadas (200.000 pesos fuertes como suscripción de acciones, 214.952 como ganancia garantizada sobre las cantidades invertidas en la construcción hasta Villa Nueva (cantidades que, en realidad, nunca fueron realmente invertidas por la empresa contratista). 
El convenio por el cual se hace este aporte, dice que el Gobierno entrega títulos por 1.000.000 de pesos fuertes, y recibe a cambio acciones por 750.000. Ejemplo flagrante de corrupción, ya que este convenio está firmado el 12 de septiembre de 1867 por el doctor Lucas González, en nombre del Gobierno, como Ministro de Hacienda, y a favor del Ferrocarril Central Argentino. En junio de 1868, el mismo Lucas González firmará otros documentos, pero entonces lo hará en representación del mismo ferrocarril. 
Finalmente, el 13 de marzo de 1870, el trazado llegó hasta la ciudad de Córdoba, y la línea fue inaugurada oficialmente por el presidente Domingo Faustino Sarmiento el 13 de abril del mismo año. Era la línea ferroviaria más larga del país en ese tiempo, y la primera en unir dos provincias.
La estación terminal de Rosario, la Estación Rosario Central, finalmente se comienza a construir en 1868 y se completa también en 1870.
La inauguración oficial de la línea daba derecho a la empresa a percibir la suma de 553.280 pesos fuertes anuales, correspondientes al 7% garantizado de las 6.400 libras por milla estipuladas en el contrato. Esa suma debía proceder de los ingresos por transporte de pasajeros y mercancías, y completada por la Administración, tal como garantizaban los contratos suscritos.
Durante 18 años no se construyó un solo kilómetro más de vía. En 1888 la línea mantenía los mismos 396 kilómetros.

## Los terrenos
Tal como se citó anteriormente, el negocio de las tierras constituyó, por sí solo, un negocio espectacular, al margen del propio ferrocarril.
El precio mínimo de reventa fijado por la Compañía de Tierras del Central Argentino para las tierras cedidas, hubiera podido pagar, con creces, toda la obra del trazado ferroviario.
Se cedieron las tierras más fértiles del país, tierras que no eran desérticas, sino que estaban ocupadas y eran explotadas por sus propietarios desde años atrás.
En el contrato se establecía que “el Gobierno concede a la Compañía, en plena propiedad, una legua de terreno a cada lado del camino, en toda su extensión…” (una legua equivale aproximadamente a 5 kilómetros). Las tierras son “donadas en plena propiedad, a condición de poblarlas”. 
Las tierras que especifica el contrato integran una superficie de 346.727 hectáreas de la zona más fértil del país. Esto es lo que estrictamente surge de la literalidad del contrato.
Sin embargo, existen documentos que demuestran que la cantidad real de tierras cedidas a la Compañía del Central Argentino fue muy superior. En el censo anual Handbook of the River Plate de 1885, de los hermanos Mulhall, indican que la entrega de tierras fue de 3.000.000 de acres (aproximadamente 1.200.000 hectáreas). Si bien es harto complicado demostrar todas las tierras entregadas, al menos sí existe constancia de que algunas de dichas entregas se habían producido, como por ejemplo el decreto que en 1902 determina la “caducidad de la entrega de 82.000 hectáreas que habían sido cedidas a la Compañía de Tierras del Central Argentino”.
Los propietarios expropiados se resistieron a perder sus tierras. Las esperanzas sobre el valor que podrían adquirir sus propiedades hacía que se negaran con desesperación a vender sus estancias.
Los propietarios se unieron y contrataron un único abogado para defender sus intereses. Debido a la impopularidad que implicaban las expropiaciones, los Gobernadores de Santa Fe y Córdoba, acudieron al Gobierno Central, obteniendo respuesta del ministro Rawson, en nota del 14 de septiembre de 1864, que indicaba textualmente: “…toda dificultad (para llevar a cabo las expropiaciones) debe ser removida a toda costa y sin omitir sacrificio alguno si fuera necesario”, y en otro apartado aconseja tasar las tierras “no al valor acrecido por el ferrocarril, sino el que tendría con prescindencia de la bonificación proveniente de aquella mejora”. Es decir, hurtar el beneficio de los legítimos propietarios, para entregarlo a una compañía extranjera.
Los juicios por las expropiaciones se prolongaron hasta el año 1881. Las provincias soportaron el coste de las expropiaciones. Para obtener los fondos con los que soportar el pago a los propietarios, las provincias subastaron tierras fiscales que sumaban casi la sexta parte de su territorio (187 leguas en la Provincia de Santa Fe, y otras 250 en la Provincia de Córdoba, un total de casi 60.000 km²). 
Casi todas esas tierras cayeron también en manos de ingleses. El Ministerio del Interior, en su Memoria de 1868, se congratula de la creciente extensión de propiedades en manos extranjeras. Los bancos extranjeros no fueron ajenos a la brillante operación, formando compañías como la “Córdoba Land Company”. El Banco Mauá, institución inglesa, aunque oculta bajo su designación brasileña, llega a ser considerado el más grande propietario de tierras del Río de la Plata.
Las 346.727 hectáreas regaladas al Central Argentino fueron vendidas, a lo largo del tiempo, a un precio siempre por encima del precio mínimo fijado por la compañía, de 20 pesos fuertes por hectárea. El desalojo de los propietarios originales costó unos 500.000 pesos fuertes, obtenidos de la enajenación de enormes superficies de tierras fiscales cedidas por las provincias. Sólo el valor de la venta de esas 346.727 hectáreas, contando un precio único de 20 pesos fuertes, hubiera cubierto con creces el costo de construcción de la totalidad de la línea, tal como Campbell lo había calculado.
La empresa del Central Argentino cuidó escrupulosamente que la relación entre el valor de las tierras y el ferrocarril nunca fuera establecida. Wheelwright argumentó que la posesión de las tierras era necesaria para poblarlas y así “aumentar el tráfico, acrecentar la riqueza pública, y aumentar el rendimiento para eximir al gobierno nacional del pago del 7% estipulado”. Para que esto fuera así, el producto de la venta de las tierras debiera haberse englobado en los ingresos del ferrocarril. Pero no fue así.
Un decreto del 9 de octubre de 1875 ordena a la provincia de Córdoba "hacer entrega de las tierras a la Compañía de Tierras del Central Argentino", compañía de la cual hasta entonces no se tenía noticia. Al año siguiente, la ley 834 del 25 de octubre de 1876 aprueba los estatutos de la nueva empresa.
Desde el comienzo la compañía se negó a pagar todo tipo de impuesto que las provincias de Santa Fe y Córdoba le exigían. El Poder Ejecutivo Nacional, lejos de defender los legítimos intereses de las provincias, ordena por decreto del 6 de octubre de 1880, a las dos provincias, que sancionen sendas leyes por las cuales se “exima a la Compañía de Tierras del Central Argentino del pago de impuestos por los terrenos de su propiedad”.
La compañía envió un comisionado a Europa para traer inmigrantes para formar colonias agrícolas, como mandaba el contrato de concesión. Estos inmigrantes se afincaron primero en Roldán, la primera parada después de Rosario, y luego en San Lorenzo, Carcarañá, Cañada de Gómez y Tortugas.
A pesar de ello, en 1883, según el testimonio de los hermanos Mulhall, las tierras continúan casi desiertas. 
La población no aumenta, pero sí el capital “invertido” por la compañía. En 1887, en pleno frenesí de especulación, el valor de los campos adquiere niveles inimaginables. Para no despertar recelos, la compañía cuadruplica su capital, creando una nueva compañía, con el único objeto de “comprar” la compañía anterior. Así se crea la “Argentine Land and Investment Co.”. 
A comienzos del siglo XX, la nueva compañía tiene un capital reconocido de 750 000 libras teóricamente “invertidas” en Argentina. La compañía tiene su sede en Londres, y no abona impuestos en el país. 
La Argentine Land and Investment Co. aún conservaba a mitad del siglo XX varias decenas de millares de hectáreas de la concesión primitiva, concesión que en su día debería haberse caducado, ya que el contrato inicial las cedía a condición de poblarlas, hecho este que no se produjo. Pero nadie se lo reclamó durante décadas.
Es imposible calcular cuánto ganaron con las tierras los organizadores de la compañía del Ferrocarril Central Argentino. Tal como se dijo antes, una persona que hubiera recibido el “regalo” de esas 346.727 hectáreas, sería hoy una de las personas más ricas del país.

## Progreso
Un año después de su inauguración oficial, la línea del F.C.C.A. no cuenta con más de dos estaciones intermedias: Frayle Muerto (luego Bell Ville) y Villa María (Villa Nueva).
En la Memoria del año 1871, el ministro Dalmacio Vélez Sarsfield así lo manifiesta, denunciando no sólo el estado precario de la línea, sino el desembolso que el Gobierno se veía obligado a abonar (209.820 pesos durante el primer año), para completar el 7% garantizado sobre la inversión total teórica del contrato de 1863.
El Ingeniero Pompano Monetá, comisionado para inspeccionar la línea antes de su inauguración, en 1870, es más terminante aún, y declara que el ferrocarril está “construido a medias”. No obstante, desde su inauguración la compañía percibió sus ganancias como si la obra estuviera totalmente acabada.
En palabras de Raúl Scalabrini Ortiz, la “arquitectura y espíritu de empresa (del Ferrocarril Central Argentino) se asemejaron a una sociedad financiera diseñada para absorber y conglomerar en su favor el trabajo de otras compañías”. 
Por decreto del 10 de noviembre de 1873, se concedió a la empresa total libertad para operar con sus libros de contabilidad. El decreto está firmado por el presidente Sarmiento y por su ministro Uladislao Frías. (Más tarde, el mismo Uladislao Frías actuaría como representante legal de los ferrocarriles ingleses).
A partir de 1880, los ingresos del F.C.C.A. superaban las previsiones más optimistas, y el beneficio amenazaba con rebasar el 7% garantizado sobre los capitales ficticios invertidos. El contrato de 1863 establecía que si el beneficio excede del 7%, el exceso se debe aplicar “al reintegro de las cantidades pagadas por el Gobierno”. 
El presidente del directorio del F.C.C.A. (y también del Ferrocarril del Sud), Frank Parish, en previsión de esos incrementos en los beneficios, presentó al Gobierno en septiembre de 1881 una propuesta ofreciendo renunciar a la garantía, y a cambio devolver la deuda contraída con el Gobierno, pero a lo largo de 20 años. 
El Departamento de Ingenieros y la Contaduría General del Estado demostraron que los propios ingresos crecientes del F.C.C.A. serían capaces de devolver los importes adeudados, en un periodo mucho menor, de seis o siete años. No obstante, los representantes del F.C.C.A. continuaron insistentemente con su propuesta, que se plasmó finalmente en un convenio suscrito con el Ministerio del Interior. 
El 23 de junio de 1884 se firma el convenio por el cual el Gobierno manifiesta en el Artículo 2º haber recibido del F.C.C.A. el importe adeudado (en letras emitidas sobre la plaza de Londres), aunque en el Artículo 4º se descubre la clave de la maniobra, ya que declara que el capital de la compañía queda fijado en 11.088.000 pesos (2.116.800 más del declarado hasta ese momento). Es decir, la deuda que el F.C.C.A. tenía con el Gobierno, fue cargada a la economía del país, como si fuera un genuino “capital británico invertido en Argentina”. (Pueden verse los detalles de la operación en Historia de los Ferrocarriles Argentinos, de Raúl Scalabrini Ortiz, páginas 170 a 174).
A partir de 1884 el F.C.C.A. queda libre de toda fiscalización, con la única restricción de que sus ganancias no superen el 12% sobre el capital “reconocido como invertido”. Al no tener ninguna posibilidad de fiscalización, la maniobra contable era tan sencilla como declarar un capital creciente, como puede comprobarse en la tabla siguiente:
| Año  | Importe (en pesos) |
| ---- | ------------------ |
| 1863 | 7.904.000          |
| 1883 | 9.072.000          |
| 1884 | 11.088.000         |
| 1886 | 12.434.000         |
| 1888 | 13.508.000         |

La ley 2003, del 24 de septiembre de 1887, autoriza a la empresa a construir el ramal de Cañada de Gómez a Las Yerbas. La ley 2030, del 28 de septiembre de 1887, autoriza a construir la extensión de 143 kilómetros, desde Cañada de Gómez a Pergamino. En ambos casos, no se especifican precios, costos ni capitales. Lo mismo sucede con la ley 2386, del 18 de octubre de 1888, autorizando la construcción de la línea de Pergamino a San Fernando. Sin embargo, por decreto del 28 de junio de 1889, se autoriza a la empresa F.C.C.A. a aumentar su capital en 1.000.000 de libras. 

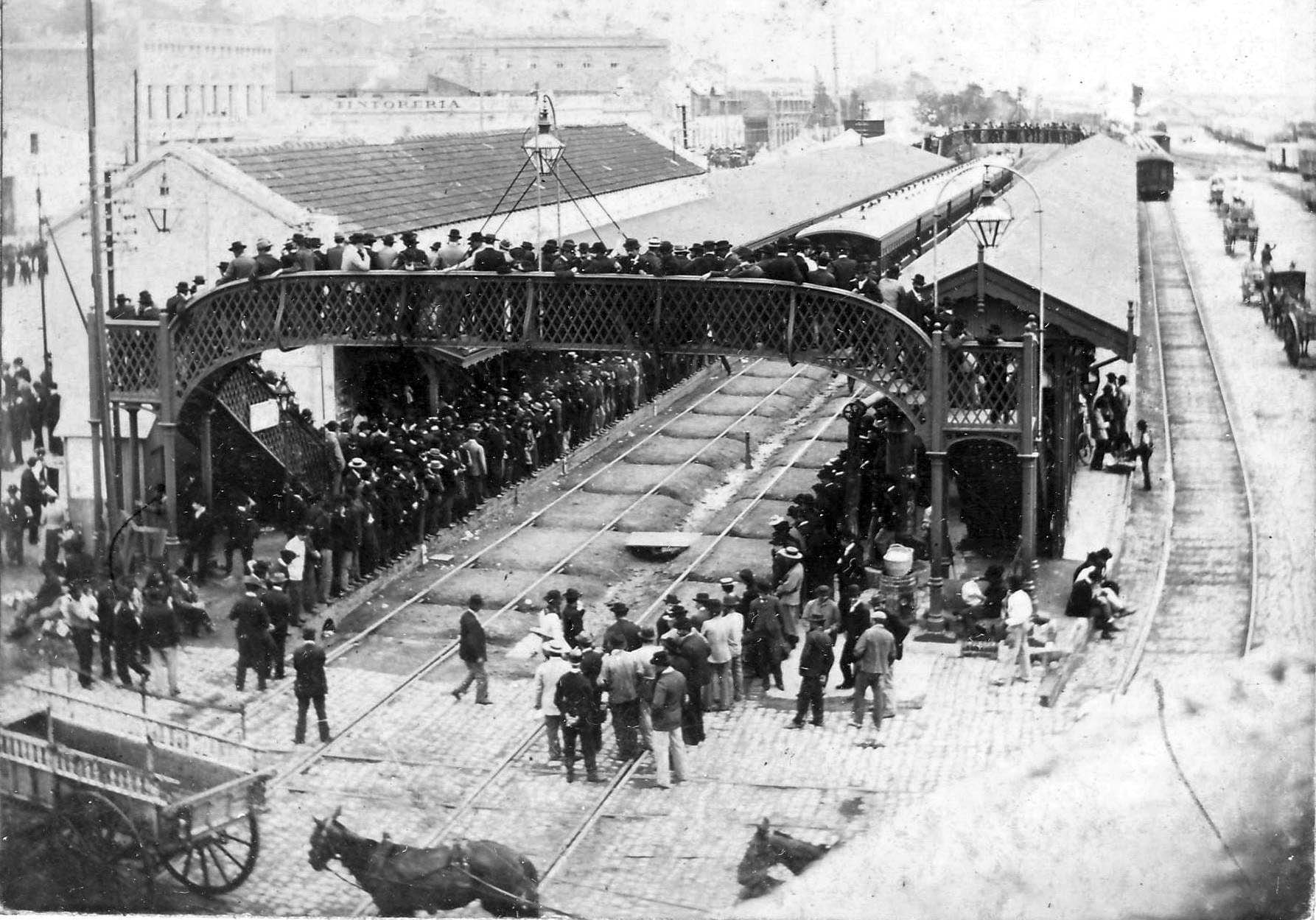
Vista de la primitiva estación Retiro.

En 1889, la compañía absorbió al Ferrocarril del Norte de Buenos Aires, que unía la estación de Retiro con el pueblo de Tigre. La línea del F.C.C.A. empalma con el Ferrocarril del Norte en la estación Victoria, donde la Argentine Land and Investment Co. ha comprado las tierras circundantes. Al tomar el control del Ferrocarril del Norte, el F.C.C.A. consigue llegar hasta a Buenos Aires. La incorporación de este ferrocarril, además, le permite al F.C.C.A. incrementar su capital en 1.306.550 libras, para un recorrido de 30 kilómetros, lo cual da una noción del calibre de la operación realizada, desde el punto de vista financiero.
El decreto del 11 de enero de 1889, firmado por el presidente Carlos Pellegrini y por Eduardo Wilde, aprueba el “convenio celebrado en Londres entre los directores de ambas compañías” sin determinar los valores afectados por la operación, ni medir las consecuencias que para la economía del país significaba el excesivo valor reconocido al capital asignado a la compañía comprada. Esos más de 6.500.000 de pesos, producto de una simple manipulación financiera, se agregaron al “capital invertido en Argentina por la empresa del Ferrocarril Central Argentino”. 
En junio de 1890, el Central Argentino compra a la Western Railway, (ver Ferrocarril Oeste de Buenos Aires), los ramales que van de Pergamino a Luján y a San Nicolás, (ramales que la Western Railway había previamente comprado a la provincia de Buenos Aires). Ese mismo año F.C.C.A. declara haber invertido en Argentina un capital de 34.020.000 pesos, y en 1891 declara un capital de 50.688.497 pesos. En palabras de Scalabrini Ortiz, ”el inmoderado aumento del costo por kilómetro demuestra que esos capitales son en su mayoría imaginarios, producto de un simple juego de contabilidad”. 
El cuadro siguiente muestra la evolución del capital supuestamente “invertido”:
| Año  | Kilómetros | Capital    | Costo/km. |
| ---- | ---------- | ---------- | --------- |
| 1884 | 396        | 8.143.230  | 20.560    |
| 1888 | 396        | 13.508.000 | 34.111    |
| 1891 | 1.147      | 50.688.497 | 44.190    |

Con este abultamiento ficticio del capital invertido, los gestores británicos del F.C.C.A. eliminaban el peligro de que el beneficio superara el límite del 12% establecido en el acuerdo de 1884. 
Entre 1891 y 1896 el F.C.C.A. construye 125 kilómetros de línea, siendo el ramal más importante el establecido entre Pergamino y Melincué (San Urbano), concedido por la ley nacional 3462. Estos 125 kilómetros permiten al F.C.C.A. aumentar nuevamente su capital en 3.777.391 pesos. 
Según las Estadísticas de los Ferrocarriles en Explotación de diciembre de 1896, el capital de F.C.C.A. es entonces de 54.465.888 pesos.

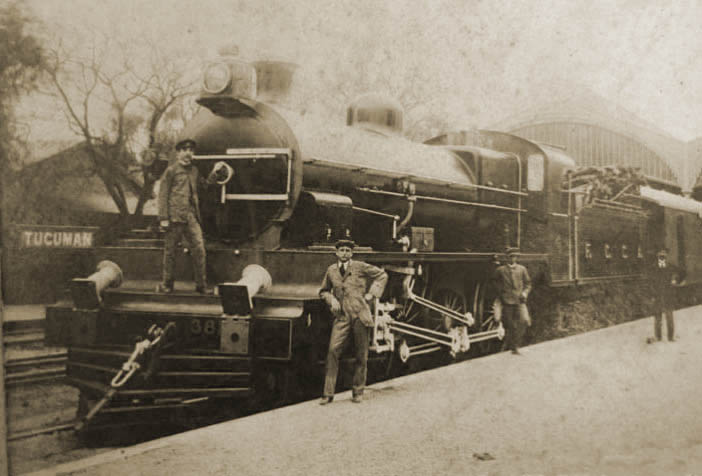
Maquinistas junto a una locomotora de vapor del FCCA en la Estación Tucumán (c. 1910).

En 1891 el Ferrocarril Central Argentino abrió al público la estación Fisherton en el oeste de Rosario, así como un nuevo ramal entrando a Rosario por el sudoeste y una parada en esa línea en la (estación Eloy Palacios).
El 20 de septiembre de 1900, el F.C.C.A. compró una compañía local, el Ferrocarril Oeste Santafesino (F.C.O.S.). La línea constaba de 216 kilómetros de longitud, y la adquisición se aprobó por un decreto de la misma fecha, que no especificaba capitales ni condiciones. Es decir, se aprueba implícitamente la conocida estratagema financiera.
El F.C.O.S. se atribuye a sí mismo, en su balance del 31 de diciembre de 1897, un capital de 11.073.445 pesos que, para un tendido de 216 km., arroja un valor promedio de 51.265 pesos por kilómetro, valor, al decir de Scalabrini Ortiz, “alejado de toda interpretación honrada”. (El F.C.O.S. se había concedido por ley provincial de 17 de octubre de 1881, con una inversión prevista de 1.296.000 pesos, sobre los que la provincia garantizaba un beneficio del 7%).
Las líneas manejadas por el F.C.O.S. se encontraban en el sudoeste de la Provincia de Santa Fe y el sur de Córdoba (hasta la ciudad de Cruz Alta), al unirse con aquellas del Ferrocarril Central Argentino, todos los servicios de pasajeros comenzaban desde la Estación Rosario Central. La estación terminal de la empresa absorbida, la Estación Rosario Oeste Santafesino cambió de nombre a Rosario Este.
A comienzos del siglo XX, en 1901, el F.C.C.A., merced a anexiones, fusiones, compra-ventas y construcciones, medía 1.568 kilómetros, y las estadísticas oficiales le asignaron un capital de 63.309.274 pesos. Sin embargo, la empresa no contribuyó con un solo centavo a la riqueza del país, ya que estaba exenta de toda clase de tasas o impuestos. El contrato de 1863 así lo establecía, por un periodo de 40 años, que vencía en 1903. Por lo tanto, a partir del 19 de marzo de 1903, el F.C.C.A. debía comenzar a abonar los derechos y contribuciones igual que cualquier otro ciudadano.

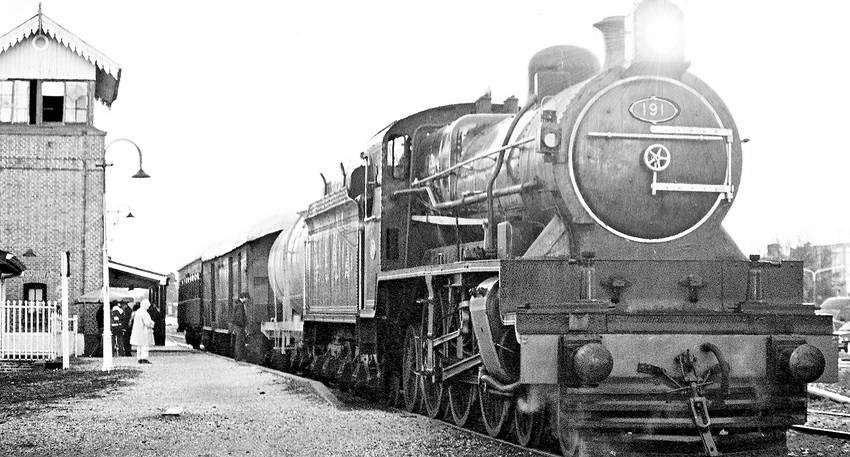
Locomotora 191, "La Emperatriz", que marcó un récord de velocidad en un viaje a Rosario en 1926.

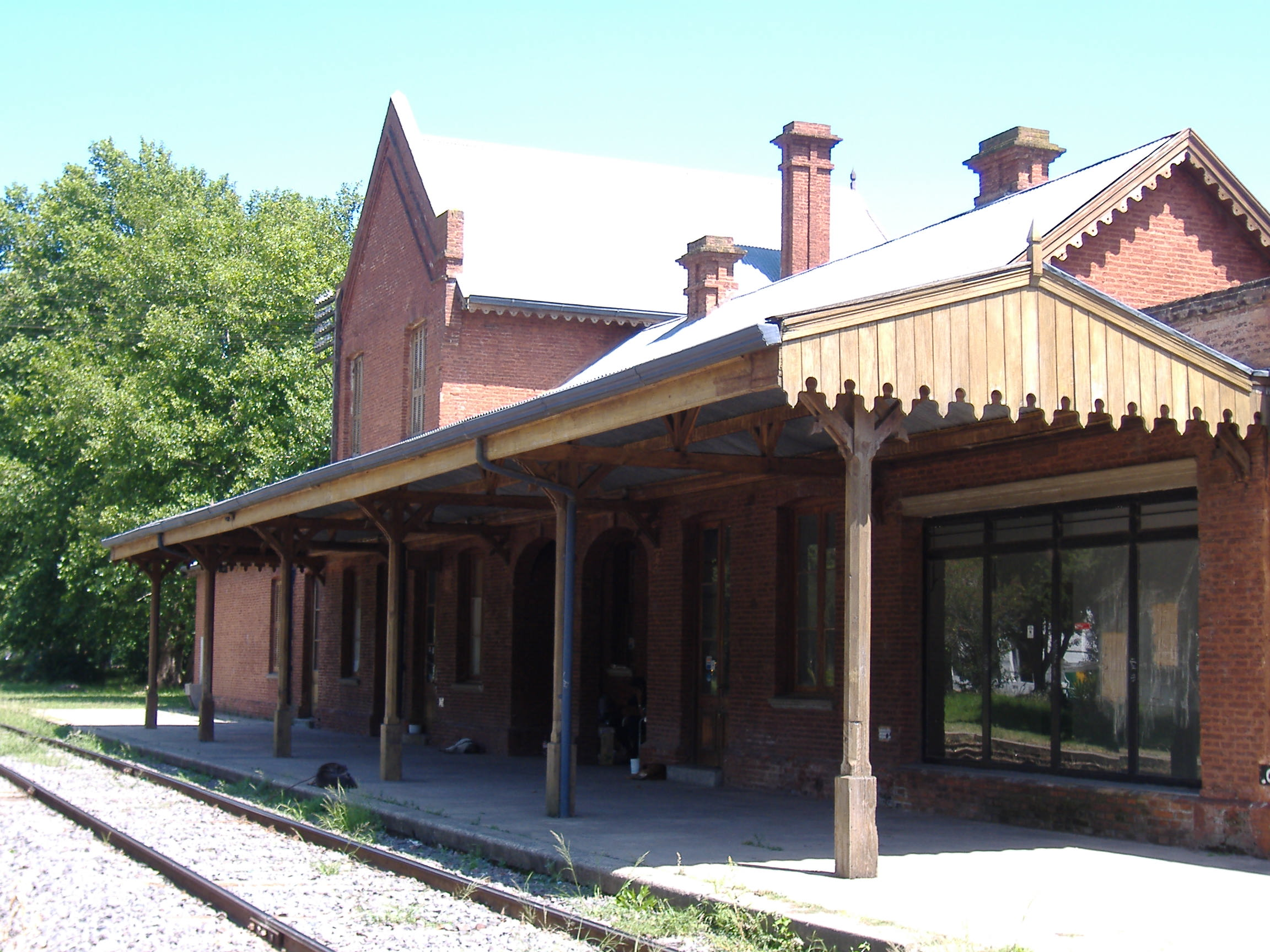
Antigua estación Fisherton (actualmente estación Antártida Argentina), en el Barrio Fisherton, Rosario.

Ante esta situación, los administradores británicos diseñaron otra operación ficticia de compra-venta, por la cual el F.C.C.A. se “vendió” a otra compañía inglesa, The Buenos Aires and Rosario Railway Company Limited, Ferrocarril Buenos Aires a Rosario, línea que unía ambas ciudades. 
El convenio de compra-venta se firmó en Londres el 10 de abril de 1902, y tenía como características que el representante de ambas compañías era el mismo, el ya conocido Frank Parish, que además el representante local de ambas compañías también era el mismo, William White, y que, curiosamente, la nueva compañía vuelve a adoptar el nombre de la vendida, es decir F.C.C.A.
La operación de venta simulada permitió aumentar de forma ficticia el capital del F.C.C.A. en 25.277.807 pesos, declarando en 1902 un total de 66.034.036 pesos. La operación fue fuertemente resistida por algunos diputados, como el Dr. Celestino Pera, que el 3 de septiembre de 1909, en la sesión de la Cámara de Diputados, expuso que el F.C.C.A. aumentó su capital en 22.288.496 pesos, habiendo construido sólo 49 km de vías, mientras que el B.A.R. aumentó su capital en 10.906.045 pesos, sin haber construido ni un solo km.
De todas formas, y no obstante la resistencia de los diputados que pretendían evitar la operación fraudulenta, la compra-venta, o fusión, como se la denominó más tarde, se aprobó por la ley 6062 de 1908, concediendo a la nueva compañía los mismos privilegios, ya establecidos en la ley general de ferrocarriles 5315, conocida como “ley Mitre” es decir, exención de todo tipo de cargas por aduanas o impuestos. 
El nuevo F.C.C.A. se atribuyó a sí mismo, según su Memoria Anual del 30 de junio de 1908, un “capital invertido en Argentina” de 152.828.911 pesos y una extensión de vías de 3.876 kilómetros.
Con la nueva empresa F.C.C.A. se unificaron los servicios de pasajeros: La Estación Rosario Central se utilizaba para servicios de corta y media distancia, mientras que la Estación Rosario Norte se reservó para los servicios de larga distancia y expresos. La empresa fusionada abrió dos nuevas paradas en Rosario, Parada Cruce Alberdi (actualmente Patio Parada) en el centro-norte de la ciudad, y Parada Golf, en el límite occidental del municipio, cerca del actual Rosario Golf Club.
La empresa continuó expandiéndose. Entre 1935 y 1940, ya pasada la "época dorada" de los ferrocarriles argentinos, la Estación Rosario Central operaba 70 servicios de trenes diarios, con un promedio anual de 438.000 pasajeros.

## Material rodante

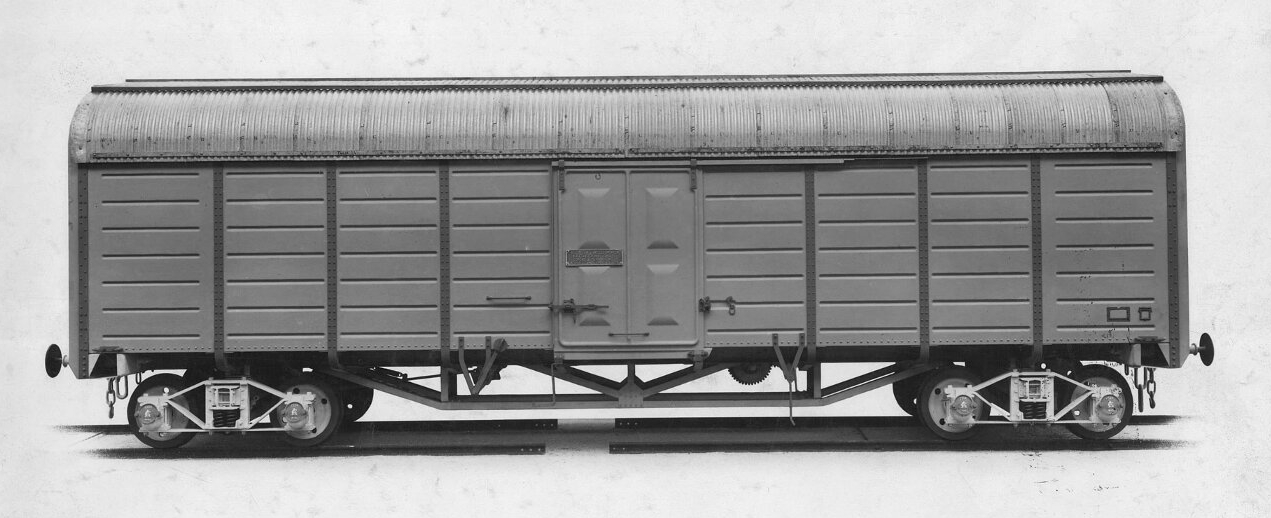
Vagón para coches, 1925

En 1936, la F.C.C.A. había a 520 locomotoras, 976 coches de pasajeros y más de 20.000 vagones de carga.

### Flota de Locomotoras
- Locomotora a Vapor L.3
- Locomotora a vapor M.1
- Locomotora a Vapor M.S.6a
- Locomotora a Vapor PS8
- Locomotora a Vapor P9
- Locomotora a Vapor PS10
- Locomotora a Vapor PS11
- Locomotora a Vapor C.S.5.a
- Locomotora a Vapor C.S.7

## Nacionalización
En su obra Historia de los Ferrocarriles Argentinos, Raúl Scalabrini Ortiz demuestra documentalmente que el llamado “capital ferroviario británico”, entre el que se encontraba el Ferrocarril Central Argentino, no era más que la apropiación, o capitalización fraudulenta, de riquezas y trabajo argentinos, capitalizados a favor de financistas británicos, con la connivencia y complicidad de los dirigentes políticos argentinos de turno.
Los ferrocarriles fueron diseñados y utilizados para exportar materias primas, básicamente productos como granos, carnes, y alimentos enlatados, y para importar productos manufacturados. La política de fletes impedía la salida al exterior de productos manufacturados, al hacer inviables sus costes encareciendo el transporte. 
Los productos circulaban por la red en abanico hacia el único Puerto, el de Buenos Aires, punto estratégico del comercio inglés.
Esa forma de “abanico de hierro” cumplía la función esencial de transporte de mercaderías hasta y desde el “embudo” del puerto de Buenos Aires, donde se cargaban en los barcos ingleses con rumbo a la Metrópoli.
La red ferroviaria, y toda la actividad económica del país, habían sido estructurados estratégicamente en beneficio de la Corona británica, con la complicidad de los políticos locales.
La nacionalización de los ferrocarriles se transformó entonces en una causa prioritaria, extendiéndose la comprensión del enorme significado que tendría una red ferroviaria al servicio del país, un país que pugnaba por romper los lazos de dependencia que imponía la política Británica en el Río de la Plata.
En las elecciones del 24 de febrero de 1946, Juan Domingo Perón accede a la presidencia de la Nación. Uno de los hechos más trascendentes de sus primeros años de mandato fue la compra y nacionalización de la red de ferrocarriles británicos y franceses. Con la firma de Miguel Miranda y del representante de las compañías ferroviarias de capital británico, John Montague Eddy, el 13 de febrero de 1947 se firmó el acta de compra (Convenio Miranda-Eddy) de los ferrocarriles de propiedad británica, entre ellos el Ferrocarril Central Argentino, y se pagó por todos sus activos 40 819 498 libras esterlinas. Por decreto nacional n.º 5789/48 de 28 de febrero de 1948 se dispuso que el 1 de marzo de 1948 el Gobierno argentino tomara formal posesión de los ferrocarriles británicos.
El Central Argentino pasó a formar parte del Ferrocarril General Bartolomé Mitre. Esta "Nacionalización" se pago con fondos públicos pocos meses antes de la cancelación de los contratos vigentes. Y fue la primera de las nacionalizaciones del Partido Justicialista. El 1 de marzo de 1948 una multitud celebró en la estación Retiro de Buenos Aires la nacionalización de los ferrocarriles.
Al nacionalizarse los ferrocarriles, no solo se incorporó al Estado Argentino el parque de locomotoras, vagones y vías, (La mayoría del material obsoleto) s[cita requerida]ino que se excluyeron miles de hectáreas productivas, con pueblos enteros incluidos, del negocio mobiliario e inmobiliario inglés, en manos de la Cía. de Tierras del Ferrocarril Central Argentino, citada anteriormente.
Se incorporaron regiones olvidadas y atrasadas del norte y sur argentinos. Se organizó el sistema social de transporte de pasajeros. 
Se crearon las escuelas técnicas ferroviarias. Dentro de la Empresa Ferrocarriles Argentinos se organizó la capacitación para el personal ferroviario y para sus hijos (las Escuelas Fábrica, creadas por la Ley N.º 12.921).
También se estructuró una nueva política de fletes que facilitara el abastecimiento de los centros industriales en formación. El proceso de industrialización que se estaba desarrollando requería el apoyo de un sistema de fletes ferroviarios que facilitara la salida de los productos manufacturados al exterior. Esto había sido sistemáticamente impedido durante la administración británica.
El gobierno de Juan D. Perón fue derrocado por un golpe militar el 16 de junio de 1955.

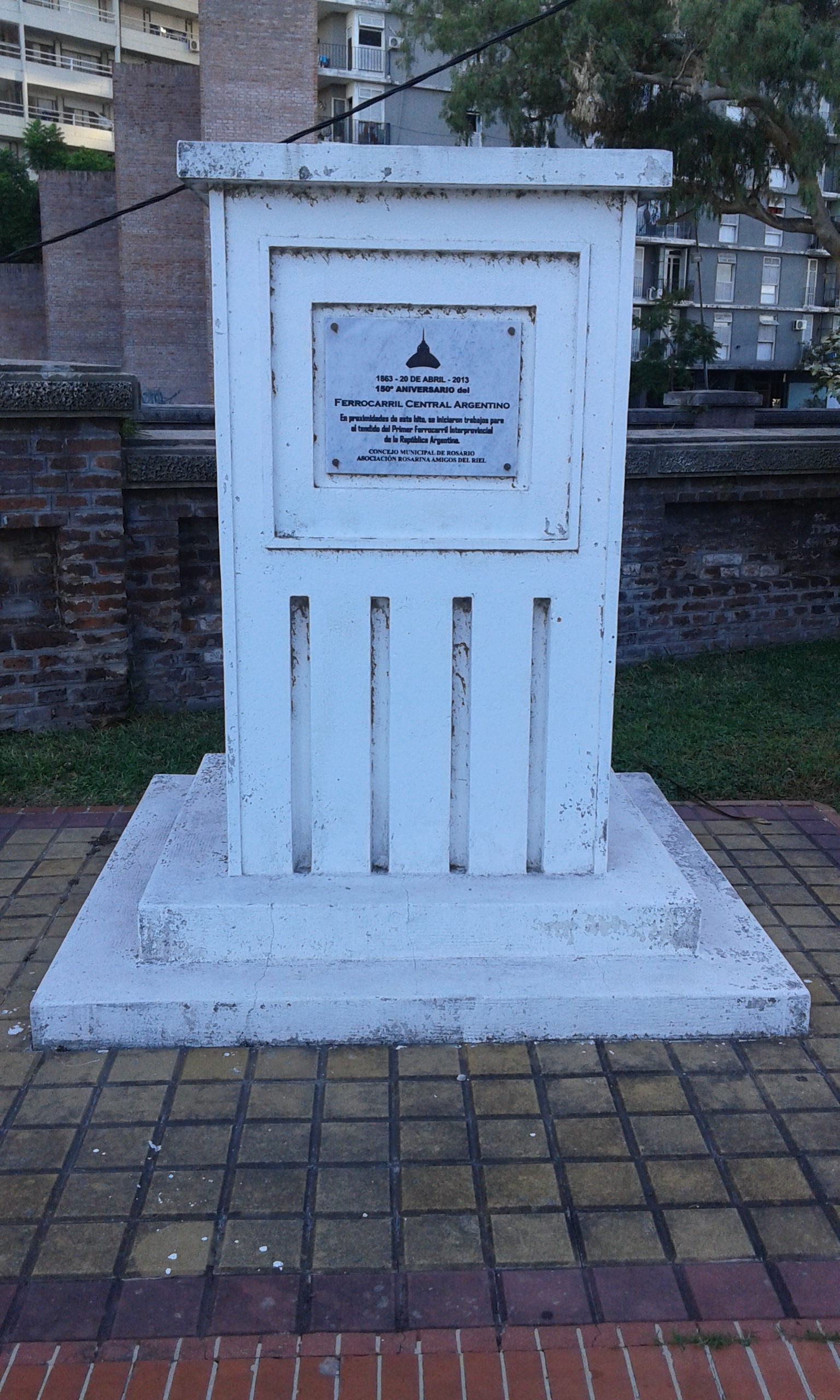
Hito por los 150 años (1863-2013) de la construcción de la estación Rosario Central, estación inicial del Ferrocarril Central Argentino. Referencia ubicada cerca de la esquina de Wheelwright y Corrientes.

La red ferroviaria continuó creciendo hasta 1957, año en que se llegó a su extensión máxima de 47 mil kilómetros. Desde entonces, comenzó un retroceso gradual y sostenido en la red, retroceso al que no fue ajena la enorme presión ejercida por la industria del transporte automotor, y las influencias externas, ahora a manos de EE. UU. y el FMI. La red de ferrocarriles se redujo sustancialmente, y esto significó el cierre de muchos ramales y estaciones, hasta el extremo de que hoy es casi inexistente el transporte de pasajeros a excepción del servicio, muy deficiente, en algunas áreas metropolitanas, como la de Buenos Aires. La antigua red de 47 mil kilómetros hoy está reducida a aproximadamente 8.000 kilómetros, y su estado es absolutamente deficiente por falta de mantenimiento.[cita requerida]